# Black Thoughts
Black Thoughts ist das achte offizielle Mixtape des US-amerikanischen Rappers Tyga. Es erschien am 19. November 2009 und wird von den DJs DJ Ill Will und DJ Rockstar präsentiert. Das Mixtape wurde vom Label Young Money Entertainment veröffentlicht.

## Hintergrund
Das Mixtape erschien am 19. November 2009 und diente, wie bei solchen Veröffentlichungen üblich, dem Bewerben des Künstlers sowie dem Überbrücken der Zeit bis zum nächsten Album. Zuvor war im Juni 2009 unter dem Namen The Potential ebenfalls ein Mixtape Tygas erschienen, damals jedoch noch bei Decaydance Records (in Zusammenarbeit mit Young Money Entertainment). Im Mai folgte mit Fan of a Fan ein weiteres Mixtape, welches er zusammen mit Chris Brown aufnahm. Im April 2011 erschien zudem eine Fortsetzung dieser Veröffentlichung, sie trug den Namen Black Thoughts 2.

## Titelliste
Quelle
| #   | Titel                           | Länge |
| --- | ------------------------------- | ----- |
| 1.  | Black Thoughts                  | 2:32  |
| 2.  | Young Money                     | 1:49  |
| 3.  | 09’ Until                       | 2:37  |
| 4.  | Tyga Tyga                       | 3:39  |
| 5.  | Heaven or Hell                  | 3:49  |
| 6.  | Ice Cream Paint Job             | 0:43  |
| 7.  | Shades On                       | 3:20  |
| 8.  | Party Girl (feat. Lloyd)        | 4:19  |
| 9.  | Break Up                        | 1:22  |
| 10. | Remember Me                     | 3:30  |
| 11. | The Nausea                      | 4:18  |
| 12. | Kill Tonight                    | 3:28  |
| 13. | Better Days (feat. Gudda Gudda) | 4:08  |
| 14. | I Don’t Think So                | 3:40  |

## Rezeption
Ein Rezensent schrieb, dass ihm das Mixtape, obwohl er kein Fan des Rappers ist, sehr wohl gefallen habe. Er beschrieb es des Weiteren als „beeindruckend“ und gab ihm vier von fünf Punkten. Außerdem war er noch der Meinung, dass diese Veröffentlichung Lust auf das Album We Are Young Money mache, welches circa einen Monat nach „Black Thoughts“ erschien. „We Are Young Money“ ist ein Kollaborations-Album der beim Plattenlabel Young Money Entertainment unter Vertrag stehenden Künstler, zu denen auch Tyga gehört. Ein anderer Rezensent ging auch auf die Liedtexte ein und beschrieb diese als „unantastbar“. Weiter fügte er hinzu, dass zwar „eine große Vielfalt an Stimmungen der Lieder herrsche, jedoch trotzdem eine klare Linie erkennbar ist“.